# 中尾彬!美食の花道
『中尾彬!美食の花道』（なかおあきら びしょくのはなみち）は、2003年3月23日から静岡第一テレビ (SDT) で不定期放送されているグルメバラエティ番組である。

## 出演者
- 中尾彬
- 久保ひとみ
- 秋元啓二（SDTアナウンサー）